# Simon Ljungqvist
Simon Ljungqvist, född 1989 i Karlskrona, är en svensk handbollsspelare från den svenska klubben Flottans IF.
Idag[när?] spelar han i Hästö IF och har en plats i Allsvenskan.

## Karriär
- Flottans IF (1996–2003)
- Hästö IF    (2003– )